# 1245 Calvinia
Calvinia (asteroide 1245) é um asteroide da cintura principal com um diâmetro de 26,84 quilómetros, a 2,6695171 UA. Possui uma excentricidade de 0,077307 e um período orbital de 1 797,46 dias (4,92 anos).
Calvinia tem uma velocidade orbital média de 17,51076068 km/s e uma inclinação de 2,88642º.
Esse asteroide foi descoberto em 26 de Maio de 1932 por Cyril Jackson.